# Колокол (газета)
«Ко́локол» — 
первая русская революционная газета, издававшаяся А. И. Герценом и Н. П. Огарёвым в эмиграции в Вольной русской типографии в 1857—1867 годах. После закрытия «Колокола» в 1868 году на французском языке издавалась газета «Kolokol» («La cloche»), адресованная преимущественно европейскому читателю.

## История

### Основание «Колокола»

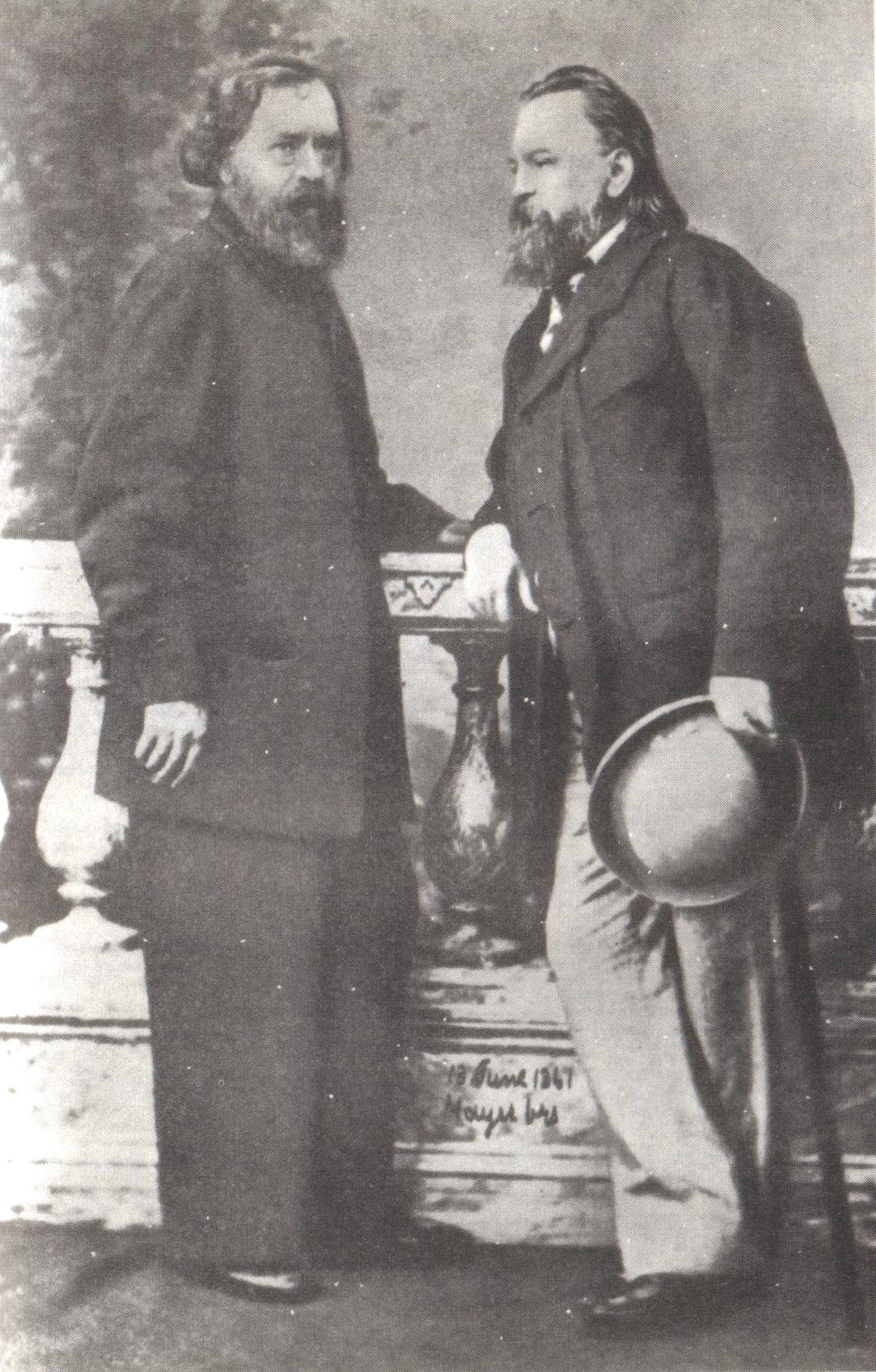
Издатели «Колокола» А. И. Герцен и Н. П. Огарёв. Лето 1861 года.

Изначально Вольная русская типография не вызвала ажиотажа среди русских авторов, поэтому многие материалы Герцен готовил самостоятельно. Положение изменилось, когда летом 1855 года Александр Герцен запустил первое регулярное издание — альманах «Полярная звезда». К 1857 году объём корреспонденции вырос настолько, что возможностей толстого журнала, который удавалось издавать только с периодичностью ежегодника, перестало хватать для публикации всех вызывавших интерес материалов. Чтобы иметь возможность оперативно откликаться на важные текущие события, по идее Огарёва, после выхода третьей книжки альманаха издатели начинают выпускать газету. «Колокол» получает статус приложения к «Полярной звезде», и подзаголовок «Прибавочные листы к „Полярной звезде“» печатается на первой странице вплоть до 117-го номера, последнего номера 1861 года.
Подчёркивая генетическую связь «Полярной звезды» и «Колокола», в передовой первого номера Герцен повторно печатает программу «Звезды»:
Освобождение слова от цензуры!
Освобождение крестьян от помещиков!
Освобождение податного состояния от побоев!
Такая программа привлекала либерально-оппозиционные круги, активность которых все возрастала, и объединяла широкие и разнообразные силы для создания антикрепостнического фронта.
Уже в отпечатанном отдельным листом объявлении о будущем издании «Колокола», которое рассылалось вместе с третьим выпуском «Полярной звезды», появляется знаменитый девиз газеты. «Vivos voco!» — первые слова эпиграфа Шиллера к «Песне о колоколе» (1799): «Vivos voco. Mortuos plango. Fulgura frango» (Зову живых. Оплакиваю мертвых. Сокрушаю молнии.).

### Пятилетие успеха
Первые восемь номеров «Колокола» выходили раз в месяц, но, с ростом популярности, 15 февраля 1858 года издание перешло на двухразовый выпуск, по первым и пятнадцатым числам. В дальнейшем, в зависимости от количества корреспонденции и важности событий, периодичность колебалась от еженедельной до ежемесячной. С ноября 1861 по июнь 1863 года газета издавалась 3-4 раза в месяц. Объём газеты составлял 8 (иногда 10) страниц. Листы печатались на тонкой бумаге, которую проще нелегально переправлять через таможню. Нумерация страниц была сквозная через все выпуски газет, так что последняя страница последнего 245-го выпуска имела номер 2002. Приложения «Под суд!» и «Общее вече» в общую пагинацию не включались, и каждое из них имело собственную сквозную нумерацию.

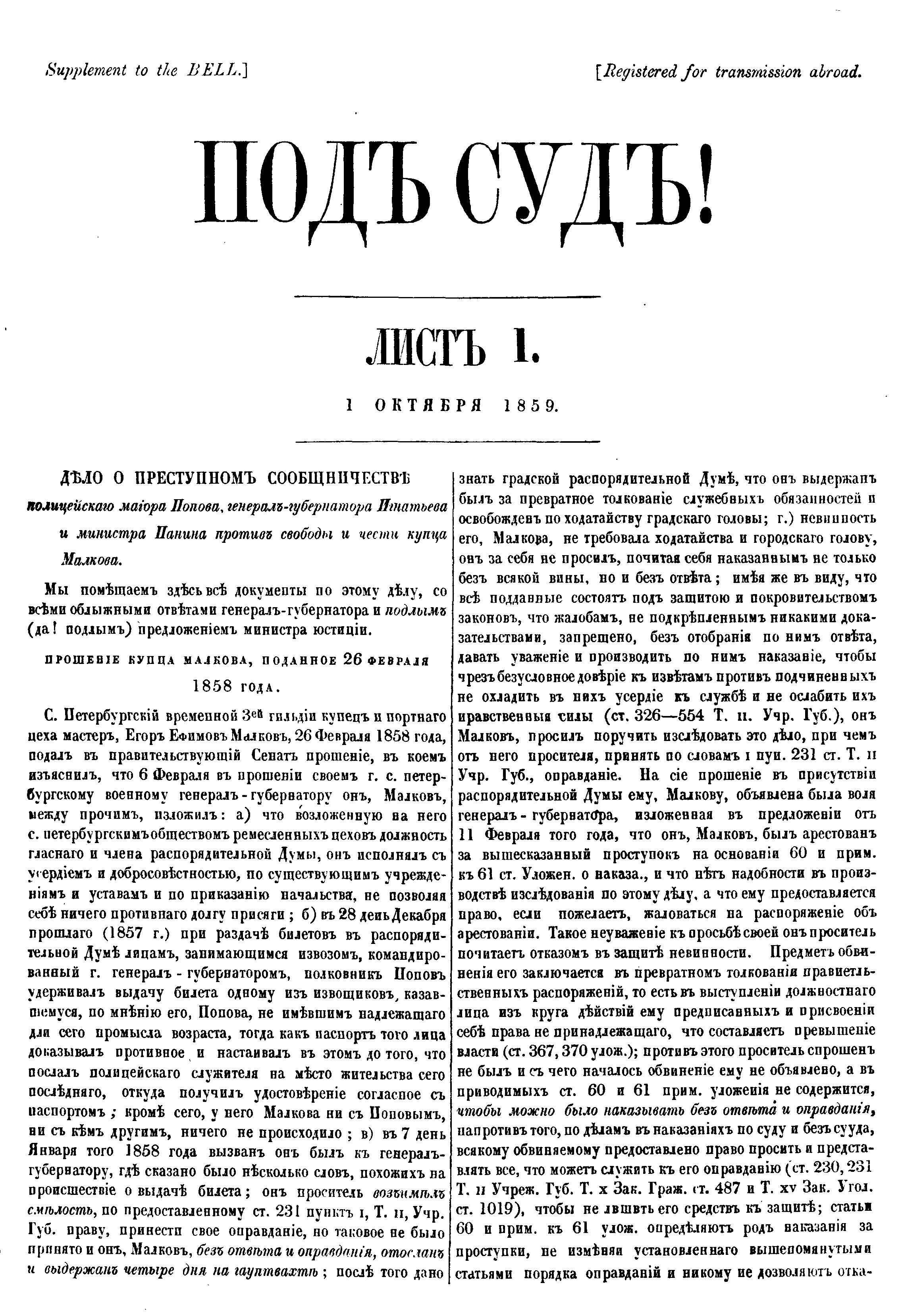
«Под суд!»
Приложение к газете «Колокол».
1 октября 1859 года. Первый выпуск.

Регулярное бесцензурное издание оказалось востребовано читателями. С учётом допечаток, за десять лет существования газеты было выпущено около полумиллиона экземпляров. Во времена наибольшей популярности издания тираж номера доходил до 2500-3000 экземпляров, а с повторными тиражами до 4500-5000, что сделалось соизмеримым с тиражами наиболее крупных легальных российских газет (10-12 тысяч экземпляров) того времени. Порой стоимость газеты, дошедшей до русского читателя, увеличивалась вдесятеро против номинала.
Издание было немедленно запрещено в России, а в первой половине 1858 г. царскому правительству удалось добиться официального запрещения «Колокола» в Пруссии, Саксонии, в Риме, Неаполе, Франкфурте-на-Майне. Тем не менее Герцену удается создать пути для сравнительно безопасной доставки корреспонденции из России через ряд надёжных адресов: Ротшильда, книготорговцев Трюбнера, Франка, друга семьи Марию Рейхель и других. Впоследствии многие приёмы распространения газеты, переправки её через границу были взяты за образец издателями других нелегальных и революционных изданий. Время от времени в «Колоколе» появляются советы по использованию наиболее надежных каналов и подтверждения о получении той или иной корреспонденции. Письма и статьи публикуются большей частью под псевдонимами или анонимно. По материалам полученных писем о событиях в России и злоупотреблениях на местах, выходит постоянный отдел мелкой критической корреспонденции «Смесь», рубрика «Правда ли?». Часто информация из писем обрабатывается самим Герценом. Из двух тысяч страниц «Колокола» Герценом написано около 1200.
Литературные публикации в «Колоколе» подчинены задачам агитации, разоблачения политики властей. В газете можно встретить поэзию М. Ю. Лермонтова, («Увы! как скучен этот город…»), Н. А. Некрасова («Размышления у парадного подъезда»), обличительные стихи Огарёва, М. Л. Михайлова, П. И. Вейнберга, В. Р. Зотова и др. Как и в «Полярной звезде», в «Колоколе» публикуют отрывки из «Былого и дум».
Среди корреспондентов Герцена и Огарёва работники министерств внутренних и иностранных дел, Священного Синода. Хотя тогдашний государственный бюджет не обнародовался, «Колоколу» удается получить и опубликовать полный бюджет за 1859 и 1860 годы. Газету читает сам Александр II. Бесцензурная трибуна «Колокола» используется для публикации открытых писем Государю и Государыне. Номера в конвертах рассылаются министрам и чиновникам, фигурантам напечатанных материалов. Александр II вынужден предупреждать министров: «в случае получения газеты никому о ней не сообщать, но оставлять исключительно для личного чтения». В 27-м номере «Колокола» извещалось: «Мы отправили прошлый лист Колокола в конверте на имя Государя. Важность „Дедновского дела“ побудила нас к этому. Надеемся, что Долгорукий <шеф жандармов и начальник III отделения> не скрыл его». Иногда, во время министерских докладов, император с мрачным юмором вспоминал, что уже читал это в «Колоколе». «Скажите Герцену, чтобы он не бранил меня, иначе я не буду абонироваться на его газету», — иронизирует Александр II.
Возмущение императора вызвало напечатанное в 25-м номере «Письмо к редактору». В письме были помещены тексты почти десятка секретных документов — о цензуре, о крестьянах, о подготовке крестьянской реформы. Была приведена личная резолюция Александра II, запрещавшая употреблять в служебных бумагах слово «прогресс».

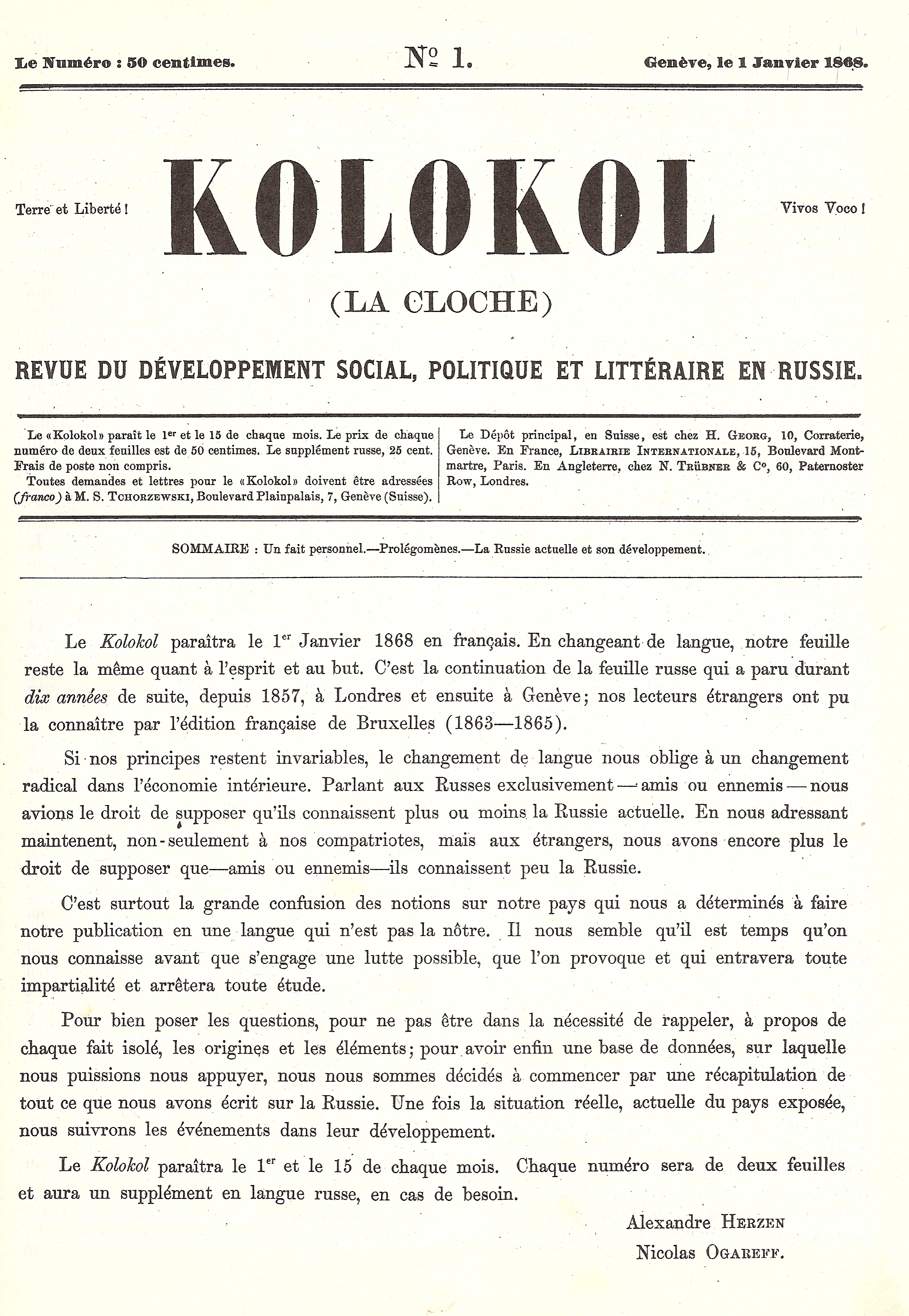
Первый номер французского издания «Kolokol».
1 января 1868 года.

### Падение популярности
С 1862 года интерес к «Колоколу» начинает падать. В России уже появляются более радикальные движения, для которых «Колокол» «совсем становится конституционным». По их мнению, «Колокол» должен «благовестить не к молебну, а звонить в набат», «звать Русь к топору». В то же время публика склонна связывать эти движения с Герценом и приписывать его влиянию любые бедствия, как это произошло с петербургскими пожарами в 1862 году. После принятого редакторами решения поддержать польское восстание 1863 года, бо́льшая часть либеральных читателей отворачивается от газеты. К концу 1863 года тираж «Колокола» падает до 500 экземпляров. Пытаясь расширить круг читателей, в 1862 году издатели запускают приложение к «Колоколу», газету для простого народа «Общее вече», однако в 1864 году прекращают её издание.
Стремясь быть ближе к своему читателю, весной 1865 года Герцен и Огарёв переводят Вольную русскую типографию в Швейцарию. «Колокол» номер 196 вышел 1 апреля в Лондоне, а 197-й увидел свет 25-го мая уже в Женеве. Однако эти усилия не приводят к успеху. В 1866 году, после выстрела Каракозова, в новом открытом письме Александру II Герцен признаёт: «Было время, когда Вы читали „Колокол“ — теперь Вы его не читаете». Несмотря на осуждение «Колоколом» терроризма, после покушения на императора газета продолжает терять читателей. Корреспонденция из России почти перестаёт поступать. Материал для раздела «Смесь» издатели получают из легальной русской прессы. В 1867 году издание снова возвращается к единственному выпуску в месяц, а 1 июля 1867 года стихотворением Огарёва «До свиданья!» сообщает, что «смолкает Колокол на время».
В 1868 году Герцен и Огарёв делают попытку ещё раз расширить свою аудиторию и возродить «Колокол», обращаясь к европейскому читателю. Они издает газету «Kolokol» на французском языке с русскими прибавлениями. «Ничего нового мы сказать не собираемся», — пишет Герцен в первом номере. «Меняя язык, газета наша остается той же и по направлению и по цели <…>. Нам кажется, что на сию минуту полезнее говорить о России, чем говорить с нею». Объясняя причины, побуждающие писать на чужом языке, он говорит, что наступило время познакомиться с Россией, «до того как завяжется весьма вероятная борьба, <…> которая помешает всякому беспристрастию и приостановит всякое изучение». Новое издание не пользовалось успехом и стало мишенью многочисленных нападок в России. Первые шесть номеров выходили раз в две недели, затем издание перешло на ежемесячный цикл, а к концу года зачахло окончательно.

## Издания «Колокола»

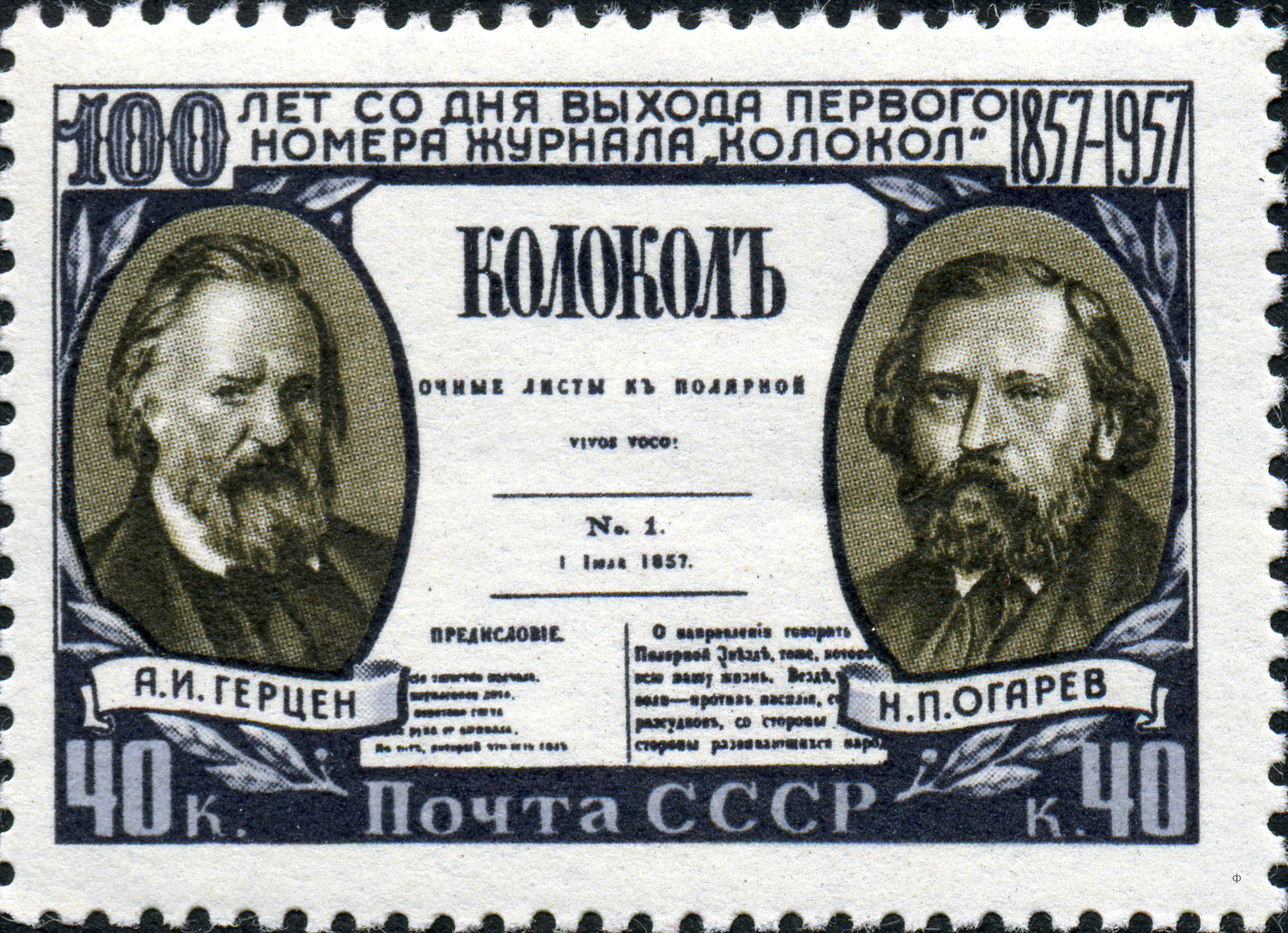
Почта СССР в 1957 г. выпустила марку посвящённую 100-летию выхода еженедельника «Колокол»

С 1 июля 1857 года по 1 июля 1867 года было выпущено 245 номеров «Колокола» (некоторые номера сдвоенные).                                                                                   
Будучи приложением к «Полярной звезде», довольно быстро «Колокол» обзавелся собственными приложениями. 

С 1 октября 1859 года по 22 апреля 1862 вышло 13 выпусков обличительного приложения «Под суд!». 

С 15 июля 1862 года по 15 июля 1864 года вышло 29 номеров приложения «Общее вече», газеты для народа.
Отдельные нерегулярные приложения издавались к номерам 21, 29, 44, 49, 61, 84, 102, 119—120, 122—123, а также два приложения без указания номера, к которому они относятся. 1 августа 1867 вышел «Прибавочный лист к первому десятилетию» «Колокола», который завершил издание.
В 1868 году Герцен делает попытку возродить «Колокол», и издает газету «Kolokol» на французском языке с русскими прибавлениями. С 1 января по 1 декабря вышло пятнадцать номеров (14—15 сдвоенные) «Kolokol» («La cloche») и семь номеров (5—6 сдвоенные) «Русского прибавления». Последнее «Русское прибавление» появилось 15 июня. 15 февраля 1869 выходит приложение на французском языке «Supplement du Kolokol» с документами из архива П. В. Долгорукова.
В 1862—1865 гг. Л. Фонтен издавал в Брюсселе газету «La Cloche», в которой перепечатывал, во французском переводе, наиболее значительные статьи и заметки из «Колокола» Герцена. Издание «La Cloche», бывшее убыточным, субсидировалось Г. Г. Устиновым.
Часть номеров «Колокола», в связи с высоким спросом на издание, была издана Вольной русской типографией повторно. Известно минимум 52 номера газеты, набранных и отпечатанных заново. Второе издание отличалось в деталях оформления, в нём были осуществлены мелкие стилистические правки, исправлены старые опечатки и добавлены новые.
В 1868 году в типографии «Колокола» было напечатано первое русское издание «Манифеста Коммунистической партии» Маркса и Энгельса в переводе Бакунина.

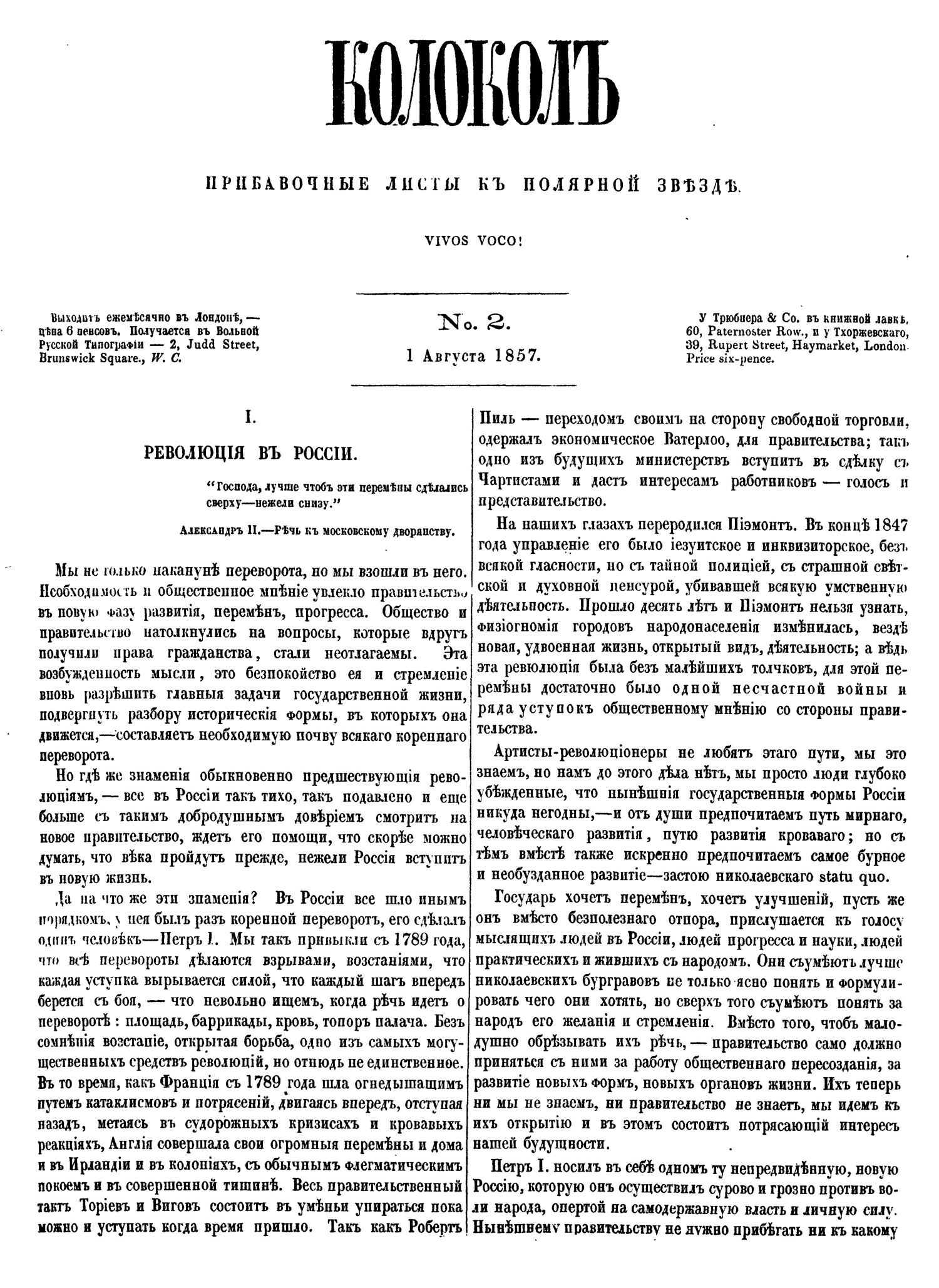
Первое издание второго номера
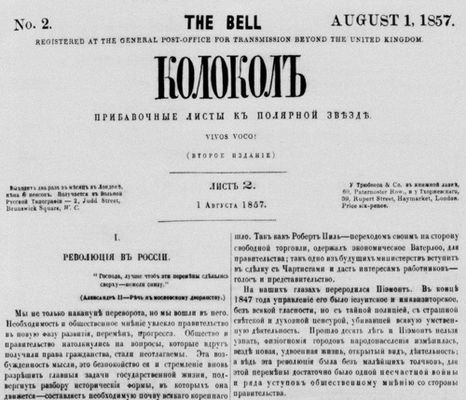
Заголовок второго издания второго номера

В 1870 году, с 21 марта (2 апреля) по 27 апреля (9 мая), Огарёв совместно с С. Г. Нечаевым выпустили ещё 6 номеров «Колокола», которые значительно отличались от «Колокола» 1857—1867 годов. Основным автором этой газеты был Нечаев. Людвиг Чернецкий, ставший к этому времени владельцем Вольной русской типографии, вскоре отказался печатать нечаевскую газету. Бесцеремонное поведение Сергея Нечаева и его расхождения с Николаем Огарёвым в определении линии издания быстро привели к обострению отношений и закрытию нового еженедельника. Возобновлённый «Колокол» печатался тиражом в 1000 экземпляров, которые не расходились.
21 января 1920 года, в пятидесятую годовщину смерти Герцена, в Петрограде было выпущено одноимённое мемориальное издание: 

«Колокол». Однодневная газета памяти А. И. Герцена. (Под редакцией М. К. Лемке. Изд. Музея революции).
В 1962—1964 годах осуществлено факсимильное переиздание «Колокола» Герцена и Огарёва с приложениями, подготовленное «Группой по изучению революционной ситуации в России конца 1850-х — начала 1860-х годов». Комментированное факсимильное переиздание французского «Kolokol» с русскими прибавлениями вышло отдельно, в 1978—1979 годах.